# Désirée Saarela
Désirée Saarela-Portin, född 18 april 1980 i Helsingfors, är en finlandssvensk sångare och låtskrivare (singer-songwriter). Hon är bosatt i Pedersöre i Österbotten, Finland.

## Utbildning
Saarela är en singer-songwriter och folksångerska samt utbildad musikpedagog (Novia i Jakobstad) med folklig sång som huvudämne.
Saarela fick sin magistersexamen vid Konstuniversitetet Sibelius Akademins ämnesgrupp för folkmusik i december 2013.

## Diskografi
Saarela uppträder både solo och i olika ensembler. Hon har gett ut skivor som
- Brandliljor och Eldsjälar (CD 2021) Nominerad till årets Etno Emma 2022 med gruppen Désirée Saarela & Triskel
- På nya äventyr (CD 2020) med duon Skrubiluttan Å Skrubilej (Marianne Maans, Désirée Saarela)
- Soloalbum Vidare (2019). Övriga musiker på skivan Christopher Öhman och Janne Viksten.
- CD:n MoD tillsammans med dragspelskonstnären Maria Kalaniemi (2018).
- Folkmusik från fantasien för barn och barnlika (CD 2017) med duon Skrubiluttan Å Skrubilej (Marianne Maans, Désirée Saarela)
- Skiv-boken Mellan Världar [1] tillsammans med gruppen Désirée Saarela & Triskel. Skiv-boken består av 14 nyskrivna låtar med illustrationer gjorda sångmålerskan Malin Skinnar.
- Singeln Återkommanden tillsammans med dragspelskonstnären Maria Kalaniemi (2015).
- Medverkade på Siba Folk Big Bands album FBB (2014) som erhöll en Etno Emma (2015)
- Singeln Morgon över Helsingfors med låtarna Morgon över Helsingfors och You can never be poor (2014).
- Tidsemigranten kom ut sommaren 2013, tillsammans med gruppen Désirée Saarela & Triskel.
- This place and coming home (soloskiva 2011)
- Som Folk (med folkmusiktrion Som Folk, bestående av Désirée Saarela, Martina Krooks och Pontus Åkerholm)
- This place and coming home (soloskiva 2011)
- Circles med hennes band Jane Raven (2009)

## Recensioner
- HBL 15.6.2016 av Tove Djupsjöbacka[2]
- ÖT 14.7.2016 av Camilla Cederholm[3]